# Microdrive

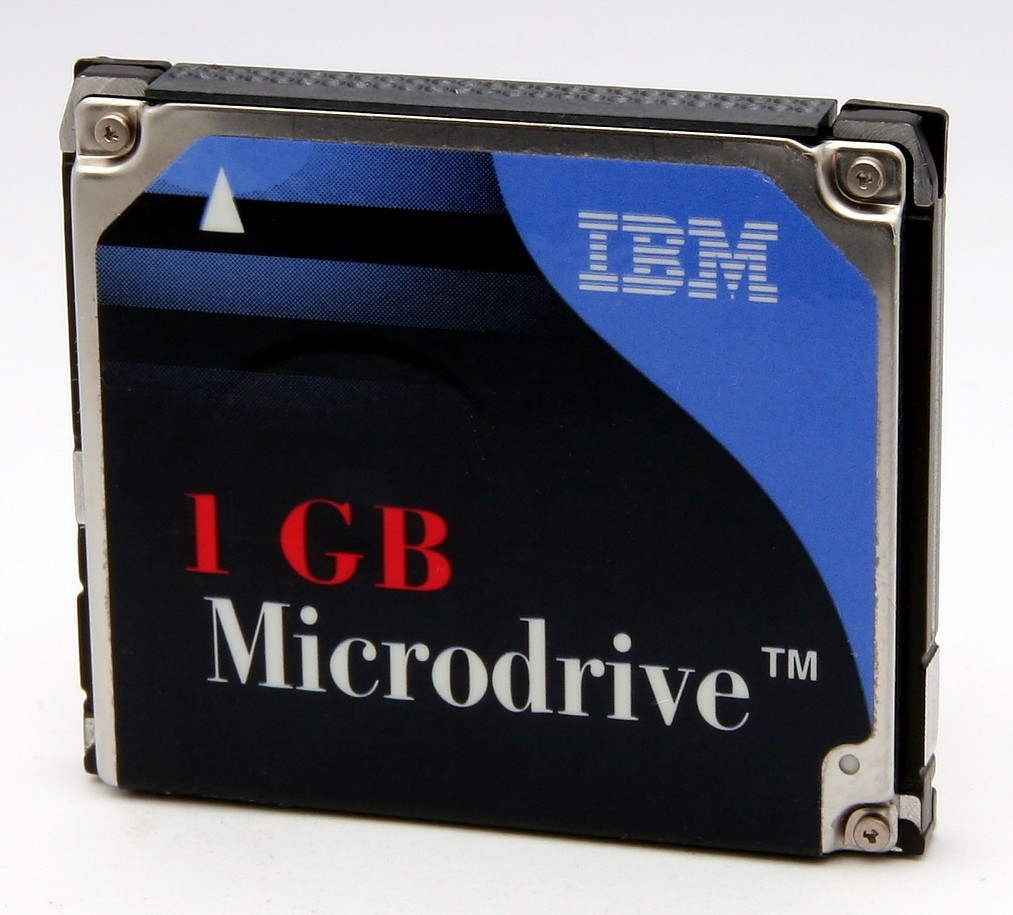
IBM 1 GB Microdrive

Microdrive («мікродрайв») — торгова марка мініатюрних твердих дисків, створена IBM і в результаті продана Hitachi. Вінчестери цієї марки були виконані в формфакторі CompactFlash тип II (розміри 40 × 30 × 5 мм).
Microdrive не варто плутати з вінчестерами формфактора 1,8" (розміри 70 × 60 × 9 мм, випускались компанією Hitachi під маркою Travelstar) як і з іншими подібними вінчестерами з інтерфейсом IDE (44pin). Останні, будучи встановленими в ноутбуках, через свої краї прихованих обваженням, іноді дають привід плутати їх з Microdrive. Тим не менше це інший формфактор, і їх дійсні розміри відрізняються вдвічі. Згодом ряд виробників випускали вироби повністю аналогічні Microdrive під своїми торговими марками, проте в побуті прижилося загальне для всіх носіїв цього типу найменування мікродрайв.
Вартість мегабайту на носіях Microdrive, на момент виходу на ринок була менша, ніж у CompactFlash. Проте надійність зберігання інформації, швидкодія та енергоспоживання поступалися флеш-пам'яті. В зв'язку з швидким падінням цін на флеш-накопичувачі в 2006–2007 рр., Microdrive практично витіснено з ринку.
В даний час набув поширення інтерфейс CompactFlash type II, для підключення різних пристроїв до шини PCMCIA, таких як модеми, мережеві карти і т. д.

## Характеристики
Старший в лінійці Microdrive Hitachi 3K8 (8 ГБ) мав наступні технічні характеристики:
- Швидкість обертання шпинделя: 3600 обертів на хвилину.
- Швидкість передачі даних: читання 10 Мб/с і запис 5 Мб/сек.
- Розміри: 40 × 30 × 5 мм.
- Маса: 13 г.

## Історія
- 1999 рік — IBM випускає Microdrive об'ємом 170 і 340 Мб.
- 2000 рік — IBM випускає Microdrive об'ємом 500 Мб і 1 Гб.
- 2003 рік — Hitachi випускає Microdrive об'ємом 2 Гб.
- 2004 рік — Seagate випускає ST1 — аналог Microdrive об'ємом 2.5 і 5 Гб.
- 2005 рік — Seagate випускає ST1 — аналог Microdrive об'ємом 8 Гб.
- 2006 рік — Seagate випускає ST1 — аналог Microdrive об'ємом 12 Гб.